# باجی‌رائو و مستانه
باجی‌رائو و مستانه (به هندی: Bajirao Mastani) فیلمی هندی در ژانر تاریخی عاشقانه تراژدی محصول ۲۰۱۵ به کارگردانی سانجی لیلا بانسالی است. در این فیلم بازیگرانی همچون رانویر سینگ، دیپیکا پادوکونه، پریانکا چوپرا، تانوی عظمی، میلیند سمان، ماهش مانجرکار، آدیتای پانچولی، راضا مراد ایفای نقش کرده‌اند.
باجیرومستانی تبدیل به یکی از پر هزینه ترین فیلم های هندی شد؛ اما توانست در گیشه خیلی خوب ظاهرشود و همچنین نقدهای مثبتی را دریافت کند و به چهارمین فیلم پرفروش سال تبدیل شد.
بانسالی قصد داشت این فیلم را قبل از اولین فیلم بلند خود کار کند و در سال ۲۰۰۳ رسمی این را اعلام کرد ولی اتفاقاتی مانند انتخاب بازیگر و... مانع از انجام ساخت فیلم می‌شد طوری که همه آن را بدشانسی یاد می‌کردند. 

## جوایز
این فیلم در ۵۰ رشته نامزد و در ۳۸ رشته برنده جایزه از جشنواره‌های مختلف مثل فیلم فیر، فیلم آسیا، جوایز ملی فیلم، جوایز اسکرین و آیفا شد.

## خلاصه داستان
در سال ۱۷۲۰ پس از درگذشت پیشوا بالاجی ویشوانات دربار برای انتصاب جانشین به مشورت نشستند که امبانی پنت پوراندار پسر ویشوانات، باجیرائو (رنویر سینگ) را پیشنهاد می‌دهد و او پس از سربلند بیرون آمدن از آزمون به عنوان پیشوای جدید انتخاب می‌شود. ده سال بعد کاشی (پریانکا چوپرا) زمانی دوست خود را ملاقات می‌کند که شوهرش به جرم جاسوسی به دستور باجیرائو اعدام شده است و او کاشی را نفرین می‌کند که روزی مانند او به سوگ شوهرش می‌نشیند. باجیرائو در سفری به سيرنج، سفيرى از بوندلخند به زور وارد چادرش می‌شود و از او برای دفع دشمن از سرزمینشان کمک می‌گیرد و او کسی نیست جز مستانی (دیپیکا پادوکن) دختر پادشاه هندو راجپوت، چاتراسال و زن مسلمان ایرانی‌اش روحانی بیگم. حال باجیرائو تصمیم می‌گیرد که...